# Studnice u Náchoda
Studnice (deutsch Studnitz) ist eine Gemeinde in Tschechien. Sie liegt fünf Kilometer westlich von Náchod und gehört zum Okres Náchod.

## Geographie
Studnice liegt linksseitig des Flusses Úpa (Aupa) im Riesengebirgsvorland, am Flüsschen Olešnice. Südlich erhebt sich der Berg Ovčácký kopec (384 m). Östlich des Dorfes führt die Eisenbahnstrecke Jaroměř–Trutnov vorbei; die nächsten Bahnstationen liegen in Starkoč (Starkotsch) und Řešetova Lhota. Südwestlich befindet sich das Schlachtfeld der Schlacht bei Skalitz und dahinter der Stausee Rozkoš.
Nachbarorte sind Na Pastvišti im Norden, Řešetova Lhota und Lhotky im Nordosten, Lhotecký Dvůr und Kramolna im Osten, Vysokov und Starkoč im Südosten, Dubenský Dvůr und Kleny im Süden, Zblov und Zlíč im Südwesten, Kozlář im Westen sowie Žernov und Třtice im Nordwesten.

## Geschichte
Studnitz gehörte ursprünglich zur Herrschaft Riesenburg. Die um ein Vorwerk angelegte Streusiedlung schloss sich an drei Seiten entlang des Weges nach Náchod an eine Veste an. Der Wirtschaftshof der Veste wurde nach deren Erlöschen parzelliert und teilweise bebaut. Erstmals urkundlich erwähnt wurde es 1438 als Besitztum des Adelsgeschlechts Straka von Nedabylice. 1620 gehörte es Jan Petr Straka von Nedabilitz, dem Stiftungsvater der Straka-Akademie, einem Internatsgymnasium für verarmte Adlige auf der Kleinseite zu Prag. Dessen Sohn Heinrich wiederum verkaufte es einem Herrn von Rothenbuch, von dem es 1675 an Herzog Lorenzo Piccolomini gelangte, der es 1683 dem Sigmund Schmiedel von Schmiedel (Šmídl ze Šmídl) verkaufte. Von diesem erwarb es 1729 Lorenzo Piccolominis Witwe Herzogin Anna Viktoria geborene Kolowrat als Vormündin ihres Sohnes Giovanni Venceslao Piccolomini. Sie vereinte es als ein Allod mit der Herrschaft Nachod. Nach dem Tod des Herzogs Giovanni Venceslao 1742 erbte dessen Schwester Ludmila von Piccolomini (1703–1768) Studnitz, die sich mit dem Grafen Joseph Adalbert von Desfours vermählte. 1785 erhielt Studnitz, das zur Pfarrei Skalitz gehörte, einen eigenen Kaplan.
1849 bildete Studnice einen Ortsteil der Gemeinde Kleny im Bezirk Nové Město nad Metují. 1880 entstand die selbstständige Gemeinde Studnice mit den Ortsteilen Starkoč und Zblov. Starkoč löste sich im Jahre 1900 los und bildete eine eigene Gemeinde. Im selben Jahre kam die Gemeinde zum Bezirk Náchod.
Mit Beginn des Jahres 1961 wurden Bakov, Řešetova Lhota und Třtice eingemeindet. Am 1. März 1990 kamen von der Stadt Náchod der Ortsteil Starkoč und von der Gemeinde Žernov der Ortsteil Všeliby zur Gemeinde Studnice hinzu.

## Gemeindegliederung
Die Gemeinde Studnice besteht aus den Ortsteilen Bakov (Bakov), Řešetova Lhota (Lhota bei Studnitz), Starkoč (Starkotsch), Studnice (Studnitz), Třtice (Rohrbusch), Všeliby (Liebstatt) und Zblov (Sblow) sowie der Ansiedlung Na Pastvišti.

## Sehenswürdigkeiten
- Barocke katholische Kirche des Hl. Johannes von Nepomuk
- Statue des Hl. Josef mit dem Jesuskind
- Kirche der Tschechoslowakischen Hussitischen Gemeinde
- Mineralwasserquelle Ostrá voda, westlich des Dorfes an der Olešnice

## Persönlichkeiten
- Jarmila Hassan Abdel Wahab (1917–1996), die unter dem Künstlernamen Jarmila Kristenová bekannte Opernsängerin, lebte ab 1975 in der früheren Feste Studnice